# Alfred Zaręba
Alfred Zaręba (ur. 10 listopada 1921 w Krakowie, zm. 20 lutego 1988 tamże) – polski językoznawca, slawista, polonista, dialektolog.

## Życiorys
W 1939 ukończył Gimnazjum im. B. Nowodworskiego w Krakowie. Podczas II wojny światowej jego ojciec zginął w KL Auschwitz. Studia polonistyczne i slawistyczne Zaręba podjął na tajnym Uniwersytecie Jagiellońskim w 1942, ukończył je w 1946, stopień doktora nauk humanistycznych uzyskał w 1951 r. Był lektorem języka polskiego w Lund (Szwecja). Od 1955 r. docent, od 1965 profesor. Od 1955 kierował Zakładem Dialektologii Słowiańskiej na Uniwersytecie Jagiellońskim.
Główną dziedziną jego pracy naukowej była dialektologia, a także onomastyka. Najważniejszą pracą jest Atlas językowy Śląska (t. 1–7). Inne ważniejsze publikacje: Nazwy barw w dialektach języka polskiego (1954), Orawskie teksty gwarowe z obszaru Polski i Czechosłowacji (1967), Polskie imiona ludowe, Słownik starych Siołkowic w pow. opolskim (1960). 
Był promotorem dysertacji doktorskiej Romana Laskowskiego pt. Derywacja rzeczowników w dialektach laskich". Razem ze swoją żoną Marią Zarębiną wydał książki o tajnym nauczaniu (Alma Mater w podziemiu : kartki z dziejów tajnego nauczania w Uniwersytecie Jagiellońskim 1941–1945, Wydawnictwo Literackie, Kraków, 1964; Ne Cedat Academia : kartki z dziejów nauczania w Uniwersytecie Jagiellońskim 1939–1945, Wydawnictwo Literackie, Kraków, 1975). 
Pochowany na cmentarzu Rakowickim w Krakowie.